# 大垣市北公園野球場
大垣市北公園野球場（おおがきしきたこうえんやきゅうじょう）は、岐阜県大垣市にある大垣市が管理する野球場であり、大垣市北公園内にある。大垣北公園野球場もしくは大垣市営北球場と呼ばれる場合もある。
大垣城と線路を隔てた反対側にあり、全国高等学校野球選手権岐阜大会やJABAベーブルース杯争奪大会など幅広く利用されている。

## 概要
- 両翼 91.44m  （約300ft）
- 中堅 118.86m （約390ft）
- 収容人員 10,000人
- スコアボード チーム名と得点表示は磁気反転式。出場選手名と審判名はデジタル式。

## 所在地
- 〒503-0016 岐阜県大垣市八島町2247

## アクセス
- JR東海道本線 大垣駅から北西に徒歩約15分。

## 過去の主な大会
- 1962年（昭和37年）6月9日 - 第13回東日本準硬式野球大会
- 1965年（昭和40年） - 岐阜国体軟式野球
- 2000年（平成12年）8月19日 - 関ヶ原合戦400年記念オールスター東西対抗学生野球の第1試合が行われ、東京六大学選抜チームと関西学生選抜チームが対戦し、2-3で東京六大学選抜が勝利した。なお、第2試合目は8月20日に長良川球場にて行われた。

## その他
- 2009年春に改修が行われた。ファウルグラウンドに人工芝が植えつけられ、バックネットフェンス前にはOGAKIの文字が入れられた。命名権およびフェンス広告はどうなるか未定。
- 2010年4月に改修が行われた。スタンド、ブルペン、グランド向けのボールアウトカウントボードの改修、スコアボードは出場選手及び審判名がデジタル式で表示されるようになった。
- 1987年に岐阜県営野球場が閉鎖されてから長良川球場が建設されるまでの間、代替措置として1988年から1990年まで全国高等学校選手権岐阜大会のメイン球場として使用された。